# Hypoponera foreli
Hypoponera foreli är en myrart som först beskrevs av Mayr 1887.  Hypoponera foreli ingår i släktet Hypoponera och familjen myror. Inga underarter finns listade i Catalogue of Life.

## Bildgalleri

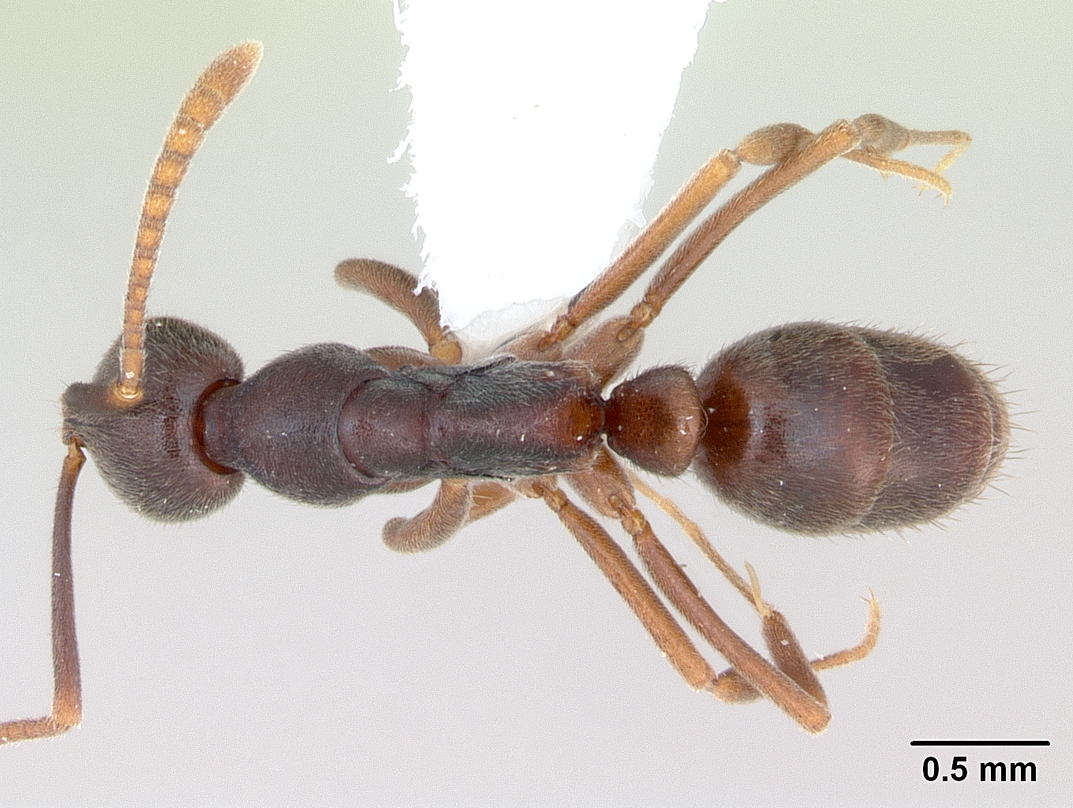
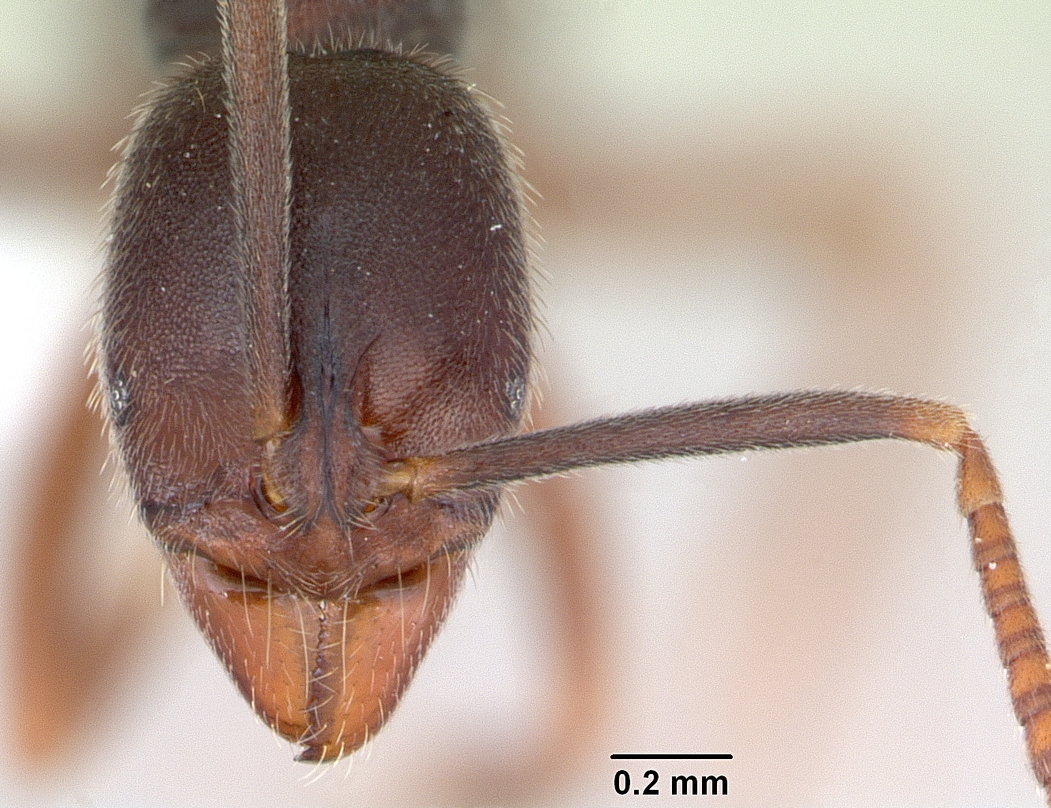
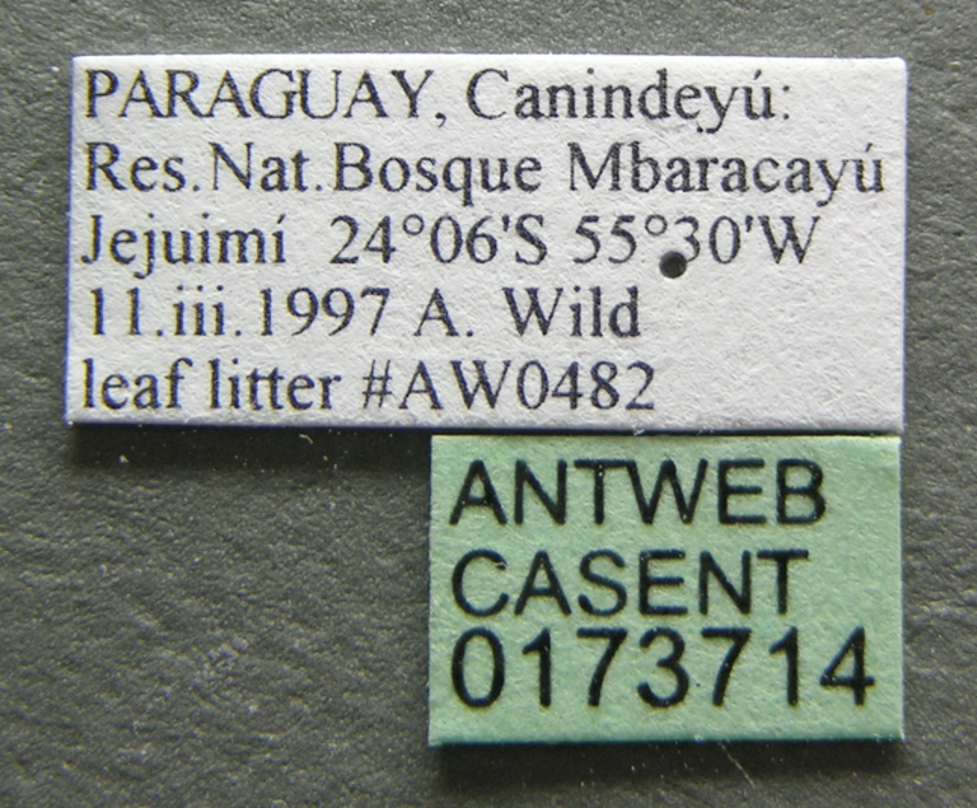
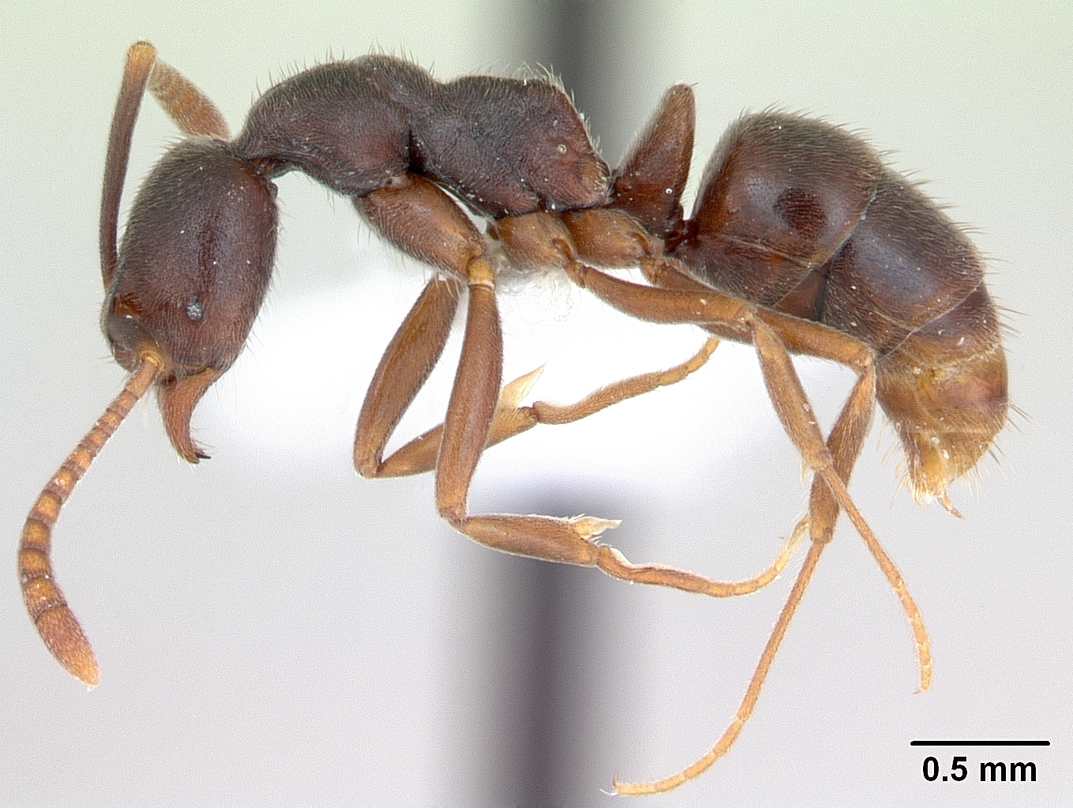